# Artin Bey Tcherakian
Artin Bey Tcherakian est un homme politique égyptien ottoman, né à Constantinople le 27 avril 1800, décédé au Caire en février 1859.

## Biographie
Il est le fils de Sukias Tcherakian, frère de Khosrew Bey Tcherakian, époux de sa cousine Catherine Tchérékian, père de Yacoub pacha et de Youssof Artin Bey.
En 1814, il vint au Caire rejoindre son père qui gérait les biens de Toussoun Pacha, fils de Méhémet Ali, puis en 1826 son frère et lui-même furent envoyés à Paris pour leurs études.
De retour en Égypte en 1835, il dirige alors l'École d'administration et de traduction du Caire; la même année, il est nommé membre du grand Conseil. En 1841, Artin Bey est envoyé en mission diplomatique à Paris et à Londres. En l'année 1844, il est nommé ministre des Affaires étrangères, en remplacement de Boghos Bey. Malade, Méhémet Ali effectue un voyage en Europe en 1848, accompagné d'Artin Bey.
Deux ans plus tard, Artin Bey est exilé d'Égypte, comme ayant servi Méhémet Ali. En 1852 il retourne à Paris où ses deux fils effectuaient leurs études.
Il est inhumé au cimetière de l'église catholique arménienne du Vieux-Caire.

## Collectionneur
Lors de ses séjours parisiens, Artin Bey fut en contact avec le peintre français Antoine Chazal. Au Salon de 1853, une œuvre de Chazal appartenant à Artin Bey fut exposée sous le no 247, Groupe de fleurs près d’une source.

## Décorations
- Officier[2] de la Légion d'honneur.
- Commandeur de l'Ordre de Saint-Grégoire-le-Grand.
- Grand Cordon de l'Ordre royal de François Ier.
- Grand Cordon de l'Ordre du Christ du Portugal.